# Долно-Ново-Село (Софийская область)
Долно-Ново-Село (болг. Долно Ново село) — село в Болгарии. Находится в Софийской области в 200 м от границы с Сербией, входит в общину Драгоман. Население составляет 16 человек (2022). До 1956 года село называлось Новосел-Чифлик.

## Население
По данным переписи населения 2011 года в селе проживали 5 жителей, все — болгары
| 1934 | 1946 | 1956 | 1965 | 1975 | 1985 | 1992 | 2001 | 2011 |
| ---- | ---- | ---- | ---- | ---- | ---- | ---- | ---- | ---- |
| 173  | 186  | 158  | 74   | 27   | 17   | 11   | 9    | 5    |